# Amarok (альбом Nargaroth)
Amarok — сборник 2000 года группы Nargaroth выпущенный лейблом No Colours Records.

## Об альбоме
Композиция Herbstleyd взята с ранее вышедшего промоматериала. Композиция Black Spell Of Destruction является кавер-версией одноимённой композиции группы Burzum. Композиции 3 и 4 взяты с демо Herbstleyd и специально ремастированы для сборника. Композиции 5 и 6 ранее нигде не издавались.
В 2005 году сборник был переиздан лейблом No Colours Records в виде белого picture disc'a. В переиздании отсутствовала композиция Herbstleyd, другие композиции шли в трек-листе в ином порядке, а их звучание было немного другим.

## Список комопзиций
1. Herbstleyd — 08:45
2. Black Spell Of Destruction — 06:25
3. Shall We Begin — 05:57
4. Into The Void — 08:54
5. Amarok — Zorn Des Lammes Part II — 22:37
6. As the Stars Took Me With 'Em — 19:49

### Переиздание 2005 года
1. Amarok — Zorn des Lammes Part II (unmixed version)
2. Shall We Begin (original demo version)
3. As The Stars Took Me With’em (unmixed version)
4. Into The Void (standard version)
5. Black Spell Of Destruction (standard version)